# 10a Mostra Internacional de Cinema de Venècia (1942)
La "10a" (buit) Mostra Internacional de Cinema de Venècia es va celebrar del 30 d'agost al 5 de setembre de 1942. Juntament amb els anys 1940 i 1941 es considera "buit, com si no haguessin succeït". Els esdeveniments es van celebrar a llocs molt allunyats del Lido, participaren molt pocs països a causa de la Segona Guerra Mundial i amb directors que eren membres de l'eix Roma-Berlín. A més, una forta intromissió política feixista del govern feixista italià sota Benito Mussolini havia provocat que Itàlia experimentés un període de depressió cultural oprimida per la propaganda feixista.És l'última edició abans de la Segona Guerra Mundial.

## Jurat
- Giuseppe Volpi di Misurata (president)
- Joaquin Argamasilla
- Ottavio Croze
- Stavtscho Danailov
- Augusto Fantechi
- Wolfgang Fischer
- Mario Gromo
- Aladar Haasz
- Ferdinand Imhof
- Manuel Lopez Ribeiro
- Marijan Micac
- Karl Melzer
- Antonio Maraini
- Mihai Puscariu
- Yrio Erik Ranniko
- Stefan Ravasz
- Carl Vincent

## Pel·lícules en competició
| Títol original    | Director(s)           | País de producció |
| ----------------- | --------------------- | ----------------- |
| Die goldene Stadt | Veit Harlan           | Alemanya Nazi     |
| Bengasi           | Augusto Genina        | Regne d'Itàlia    |
| Alfa Tau!         | Francesco De Robertis | Regne d'Itàlia    |
| Der große König   | Veit Harlan           | Alemanya Nazi     |
| Ala-Arriba!       | José Leitão de Barros | Portugal          |

## Premis
- Copa Mussolini
  - Millor pel·lícula estrangera - Der große König (Veit Harlan)
  - Millor pel·lícula italiana - Bengasi (Augusto Genina)
- Copa Volpi
  - Millor Actor - Fosco Giachetti (Bengasi)
  - Millor Actriu - Kristina Söderbaum (Die goldene Stadt)
- Premi de la Cambra de Cinema Internacional 
  - Tècnica - Alfa Tau! (Francesco De Robertis)
  - Color - Die goldene Stadt (Veit Harlan)
- Afers actuals
  - Die Deutsche Wochenschau
- Disseny animat
  - Anacleto e la faina (Roberto Sgrilli)
  - Nel paese dei ranocchi (Antonio Rubino)
- Premi biennal
  - Ala-Arriba! (José Leitão de Barros)
  - Der große Schatten (Paul Verhoeven)
  - Wiener Blut (Willi Forst)
  - Noi vivi, Addio Kira! (Goffredo Alessandrini)
  - Odessa în flăcări (Carmine Gallone)
  - Goyescas (Benito Perojo)
  - Emberek a havason (István Szőts)
- Medalla de la Biennal
  - La aldea maldita (Florián Rey)
  - Snapphanar (Åke Ohberg)
  - Yli rajan (Wilho Ilmari)
  - Negyedíziglen (Zoltán Farkas)
- Medalla de la Biennal pels documentals
  - Le drapeau de l'humanité (Kurt Früh)
  - Comacchio (Fernando Cerchio)
  - Musica nel tempo (Edmondo Cancellieri)
  - Der Seeadler (Walter Hege and V. Loewenstein)
  - Erde auf Gewaltmärschen (Victor Borel)
  - Rocciatori ed aquile (Arturo Gemmiti)
  - I funerali (István Horty)
  - A kis kakuk (Béla Molnar)